# Geomys pinetis
La tuza de bolsillo del sureste (Geomys pinetis) es una especie de tuza de bolsillo originaria del sureste de Estados Unidos, concretamente en Alabama, Georgia y Florida.

## Descripción

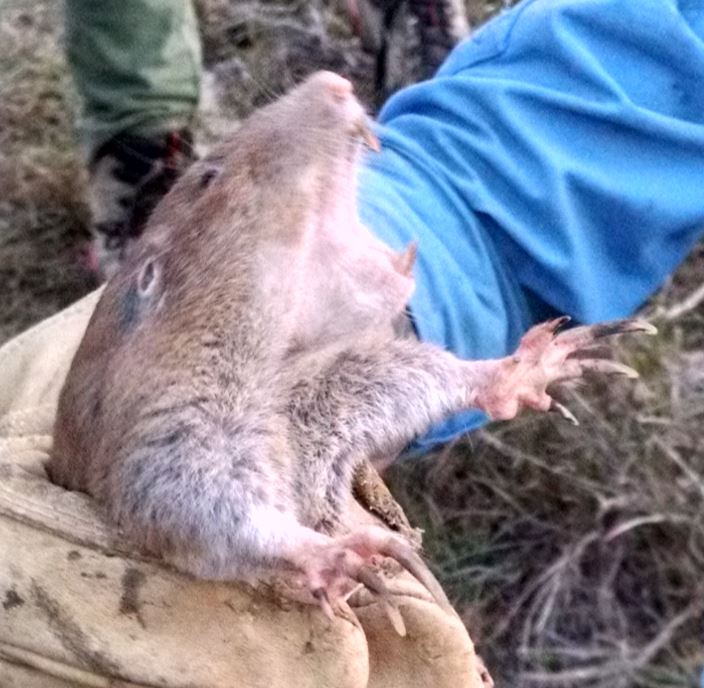
Primer plano de sus dientes salientes y garras fosoriales.

La tuza de bolsillo del sureste es bastante más pequeña que la tuza de bolsillo de las llanuras (Geomys bursarius), con una longitud total de 260 mm (10,2 pulgadas), incluida una cola de aproximadamente 86 mm (3,4 pulgadas). Los machos son más grandes que las hembras y pesan en promedio 176 g (6,2 oz), mientras que las hembras pesan en promedio 136 g (4,8 oz). El pelaje dorsal es de color marrón canela y las partes inferiores son bastante más pálidas y teñidas de beige o amarillo rojizo. Las patas y la cola son de color blanco o ante pálido. Al igual que con otros miembros de esta familia, las bolsas externas de las mejillas se pueden voltear para fines de aseo. Está bien adaptado para vivir bajo tierra con dientes incisivos grandes y sobresalientes, que utiliza para arrancar raíces, y poderosas garras en las patas delanteras para excavar.

## Distribución
Esta tuza está restringida a la parte sureste de los Estados Unidos, donde se encuentra en Alabama, Georgia y Florida. Ocupa varios hábitats arenosos secos diferentes; ocurre en zonas de colinas arenosas con pinos de hoja larga (Pinus palustris) y robles pavos (Quercus laevis), y también se encuentra en hamacas (montículos bajos) ligeramente más húmedos entre las colinas arenosas con Quercus virginiana y otros árboles de madera dura. Lejos de las dunas de arena, se encuentra en hábitats de bosques de pinos de hoja larga y pinos achaparrados (Pinus clausa). Su presencia en cualquier zona es evidente por los numerosos montones de suelo arenoso que empuja a la superficie. 

## Ecología
G. pinetis es un animal solitario y crea túneles poco profundos sobre los cuales hay una serie de montículos de material excavado. La tierra es empujada hacia arriba por las extremidades delanteras y el pecho y crea un montículo en forma de abanico con el túnel a un lado. La entrada a la madriguera se bloquea inmediatamente con tierra. Estos túneles poco profundos están conectados a un sistema de túneles más profundo mediante una "escalera" de caracol. Abajo se encuentran las cámaras de comida y una cámara nido que puede contener vegetación seca y fibras vegetales.
La reproducción tiene lugar en primavera y verano, alcanzando su punto máximo alrededor de febrero/marzo y junio/julio.  El período de gestación es de unas cuatro semanas y el tamaño medio de camada es de dos.  A pesar de este bajo nivel de fecundidad, la tuza de bolsillo del sureste es un animal común, lo que implica que la descendencia tiene una buena capacidad de supervivencia.  La presencia de forraje verde en la dieta y el hecho de que los búhos a veces se alimentan de ellos muestra que las tuzas a veces emergen de la tierra.  Sin embargo, los depredadores subterráneos son pocos, siendo los principales peligros las serpientes y las comadrejas.
La tuza de bolsillo del sureste está activa durante todo el año. Se alimenta de raíces y rizomas subterráneos y de plantas verdes como pastos, juncos y malezas a las que puede llegar desde cerca de la entrada de la madriguera. Se recolectan grandes cantidades de vegetación y se llevan a las cámaras de almacenamiento en la madriguera. Debido a que sus madrigueras promueven el crecimiento de las plantas, se puede argumentar que son agricultores. Varios artrópodos comparten las madrigueras con las tuzas, incluidas unas catorce especies que no se encuentran en ningún otro lugar. Las tuzas se sienten atraídas por las tierras cultivadas, particularmente por los cultivos de batata, y también pueden ser una plaga en los cultivos de maní y guisantes, y en las plantaciones de caña de azúcar